# Лужки (Руднянский район)
Лужки — деревня в Руднянском районе Смоленской области России. Входит в состав Понизовского сельского поселения. Население — 68 жителей (2007 год). 
Расположена в западной части области в 40 км к северу от Рудни, в 21 км западнее автодороги Р133 Смоленск — Невель. В 42 км южнее деревни расположена железнодорожная станция Рудня на линии Смоленск — Витебск.

## История
В годы Великой Отечественной войны деревня была оккупирована гитлеровскими войсками в июле 1941 года, освобождена в октябре 1943 года.